# جزيرة الاستقرار (خطاب)

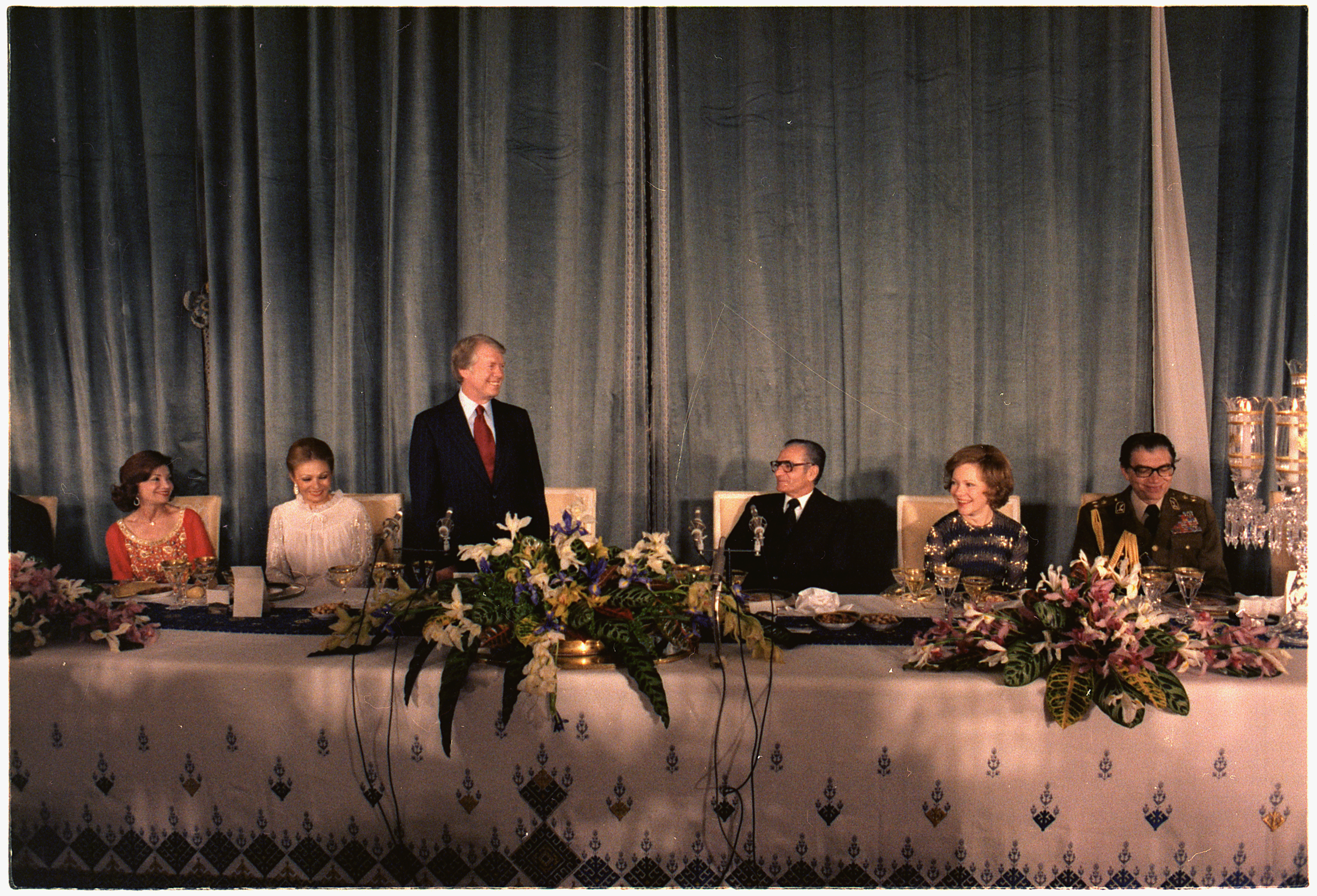
خطاب جيمي كارتر في حفلة الشاه

كانت جزيرة الاستقرار هي تلك العبارة التي استخدمها جيمي كارتر لوصف ظروف إيران تحت قيادة شاه إيران الأخير، محمد رضا بهلوي في فترة أعياد الميلاد عام 1977 ، قبل سنة واحدة فقط من الثورة الإسلامية .

## مكان وتاريخ
سافر جيمي كارتر ، الرئيس التاسع والثلاثون للولايات المتحدة ، إلى إيران في أواخر ديسمبر 1977. في ليلة رأس السنة، في قصر نياوران ، ألقى خطابًا قال فيه: «إيران هي جزيرة استقرار حول أكثر المناطق اضطراباً في العالم».   أيضا، في هذا الخطاب وصف محمد رضا بهلوي بأنه ملك شعبي بين الإيرانيين .  

## الآثار
بعد هذا الخطاب، شعر محمد رضا بأنه شجع على المضي قدمًا في قمع خصومه. بعد أسبوع واحد، يوم السبت، 7 يناير 1978 ، تم نشر مقال «إيران والاستعمار الأحمر والأسود» في إتلات تحت اسم مستعار يستهدف آية الله الخميني . بعد نشر المقال، وقعت عدة احتجاجات في مشهد ، قم ، وطهران . كما أدان الخميني خطاب كارتر وأعلن أن الشاه محمد رضا بهلوي طاغية وخائن . 

## تحليل الدعم
يعتقد أحمد زيد أبادي أن كارتر كان على علم بالاحتجاجات المتفرقة ضد محمد رضا في إيران، وكان يعرف أن المجتمع الإيراني كان غير مستقر، لذلك يبدو أنه وصف إيران بأنها جزيرة استقرار لتعزيز بهلوي وطمأنته بدعم الحكومة الأمريكية له.  يقول صادق زيباكلام إن الخطاب استند إلى الانطباع الخاطئ لكارتر بظروف إيران ويعتقد أن الأميركيين لم يتمكنوا من رؤية الثورة الإيرانية القادمة. 

## روابط خارجية
- مجموعة من الخطب السياسية ، يمكن الوصول إليها بشكل عام من خلال خطب من الولايات المتحدة وهونج كونج وتايوان والصين، مقدمة من مكتبة جامعة هونغ كونغ المعمدانية